# Paul Galland
Paul Galland est un écrivain français.

## Biographie
De sa vie, on ne connait que peu de choses, néanmoins on sait de lui qu'il eut un fils, Charles Galland, lieutenant de chasseurs à pied au 109e bataillon, mort pour la France en Alsace le 20 mai 1940.

## Œuvres
- La Grande Guerre par l’image - 1936, prix Hélène Porgès de l'Académie française
- L'Empire français : Abrégé d'histoire et de géographie - 1945
- In memoriam  - 1949, prix Amélie Mesureur de Wally de l'Académie française
- Ellébore, fables
- Que vais-je dire ? - 1961
- La dernière fée
- Le Sablier, Sansot, 1909 ; compte rendu in revue Akademos, juin 1909.
- 14-18, Histoire de la Grande guerre - 1965